# Sint-Catharinakerk (Diest)
De Sint-Catharinakerk in Diest is een typische begijnhofkerk uit de 13e en 14e eeuw, opgetrokken uit ijzerzandsteen en omzoomd door kasseistraatjes en begijnenhuisjes. Het staat in het Begijnhof Diest.

## Geschiedenis
De begijnhofkerk werd gebouwd tussen 1250 en 1340. Hoewel de exacte startdatum van de bouw onbekend is, wordt aangenomen dat de werkzaamheden snel begonnen nadat het begijnhof in 1253 door Arnold IV, Heer van Diest, werd gesticht. Al in 1247 hadden de begijnen van de abt van Sint-Truiden toestemming gekregen om een eigen kerk te bouwen. De toestemming werd verleend door abt Thomas van de benedictijnerabdij van Sint-Truiden, die de begijnen toestond zich te vestigen op het grondgebied van Webbekom, waar ze huizen, een kerk en een kerkhof mochten aanleggen.
In april 1253 gaf Arnold IV de begijnen formeel toestemming om een kerk te bouwen en een pastoor aan te stellen. Een document van kardinaal Hugo van Santa Sabina uit hetzelfde jaar, waarin een aflaat van 40 dagen werd verleend aan iedereen die de kerk bezocht en bijdroeg aan de bouw, suggereert dat de bouw toen al begonnen was. In een oorkonde uit 1265 wordt al melding gemaakt van een kapel op het begijnhof. Deze kapel maakte in de loop der jaren plaats voor de huidige kerk.
De datum van de kerkwijding werd in 1314 vastgesteld op de feestdag van Sint-Anna (25 juli). Op dat moment stonden alleen het koor en een klein deel van de dwarsbeuk overeind, bedekt met een voorlopig strooien dak. In 1321 werd dit stro vervangen door een schaliedak en werden de funderingen voor het schip aan zowel de zuid- als noordzijde gelegd. In de daaropvolgende jaren werd intensief gewerkt aan het schip en werden aan beide zijden van het koor kleine aanbouwen gerealiseerd. Een voorlopige, kleine klokkentoren werd ook toegevoegd.
Tegen 1344-1345 waren de bouwwerkzaamheden zo ver gevorderd dat het timmerwerk voor het dak van het schip kon beginnen en de huidige dakruiter als klokkentoren werd opgetrokken. In 1344 werd een nieuw altaar gewijd in de kerk. Halverwege de 14e eeuw was de kerk echter nog niet volledig voltooid. Verschillende ramen waren nog steeds met stro dichtgemaakt vanwege een gebrek aan financiële middelen om glas te plaatsen. In 1365 werd een van de ramen afgewerkt en een ander pas in 1479. Aan het einde van de 15e eeuw waren de bouwactiviteiten aan de kerk voltooid.

## Architectuur
De begijnhofkerk is gebouwd uit ijzerzandsteen, met kleinere onderdelen van witte steen en een aanzienlijke hoeveelheid goedkope baksteen. Een deel van de ijzerzandsteen werd aangevoerd uit het naburige Zelem, terwijl de witte steen afkomstig was uit de groeven van Linsmeau.
De kerk heeft een structuur met drie beuken, elk bestaande uit zes traveeën, en wordt ondersteund door twaalf zuilen. Het gebouw heeft een hoog, weinig uitstekend transept en een koor dat bestaat uit één travee met een zevenhoekige apsis. De voorgevel is eenvoudig en onversierd, gesteund door steunberen. Boven de ingang bevindt zich een hoog venster dat direct licht binnenlaat in het schip.
De kerk is opgetrokken in een vroeggotische stijl.

## Interieur
Het barokke interieur van de begijnhofkerk omvatte oorspronkelijk vijf altaren vanaf de middeleeuwen, waarvan er nu nog drie te zien zijn. Het oorspronkelijke hoofdaltaar dateerde uit 1344, maar het huidige hoofdaltaar is sinds 1628 in gebruik. Aan de linkerkant van de kerk staat een zijaltaar uit 1637, gewijd aan de Heilige Barbara. Rechts van het koor bevindt zich een zijaltaar gewijd aan de heilige Catharina, daterend uit 1657.
Een ander opvallend element is de koorsluiting uit 1670-1671. Deze afsluiting scheidt het voorste gedeelte van de kerk, bedoeld voor de begijnen, van het achterste deel voor andere gelovigen.

## Vrouwelijke religiositeit
Omdat de kerk voorbehouden was aan de Diestse begijnen, bevat het interieur verschillende uitdrukkingen van vrouwelijke religiositeit. Het meest opvallende element is de barokke preekstoel. Waar preekstoelen doorgaans worden ondersteund door engelen of mannelijke figuren, wordt deze kansel symbolisch gedragen door vier vrouwelijke heiligen: Sint-Catharina, de patroonheilige van het begijnhof, de heilige Begga, een regionale heilige, de heilige Agnes, en Maria Magdalena, die subtiel onder de trap van de kansel is geplaatst.

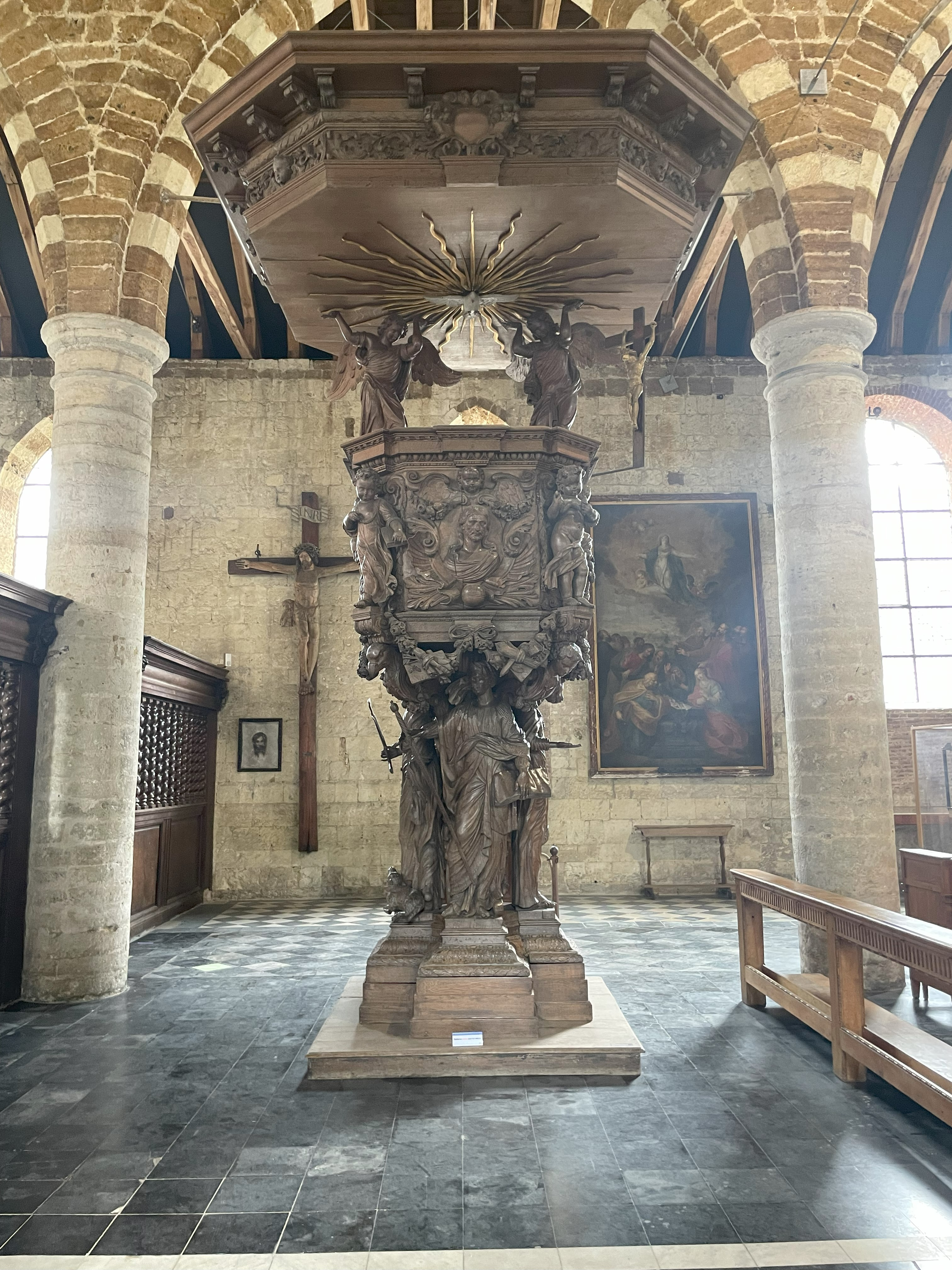
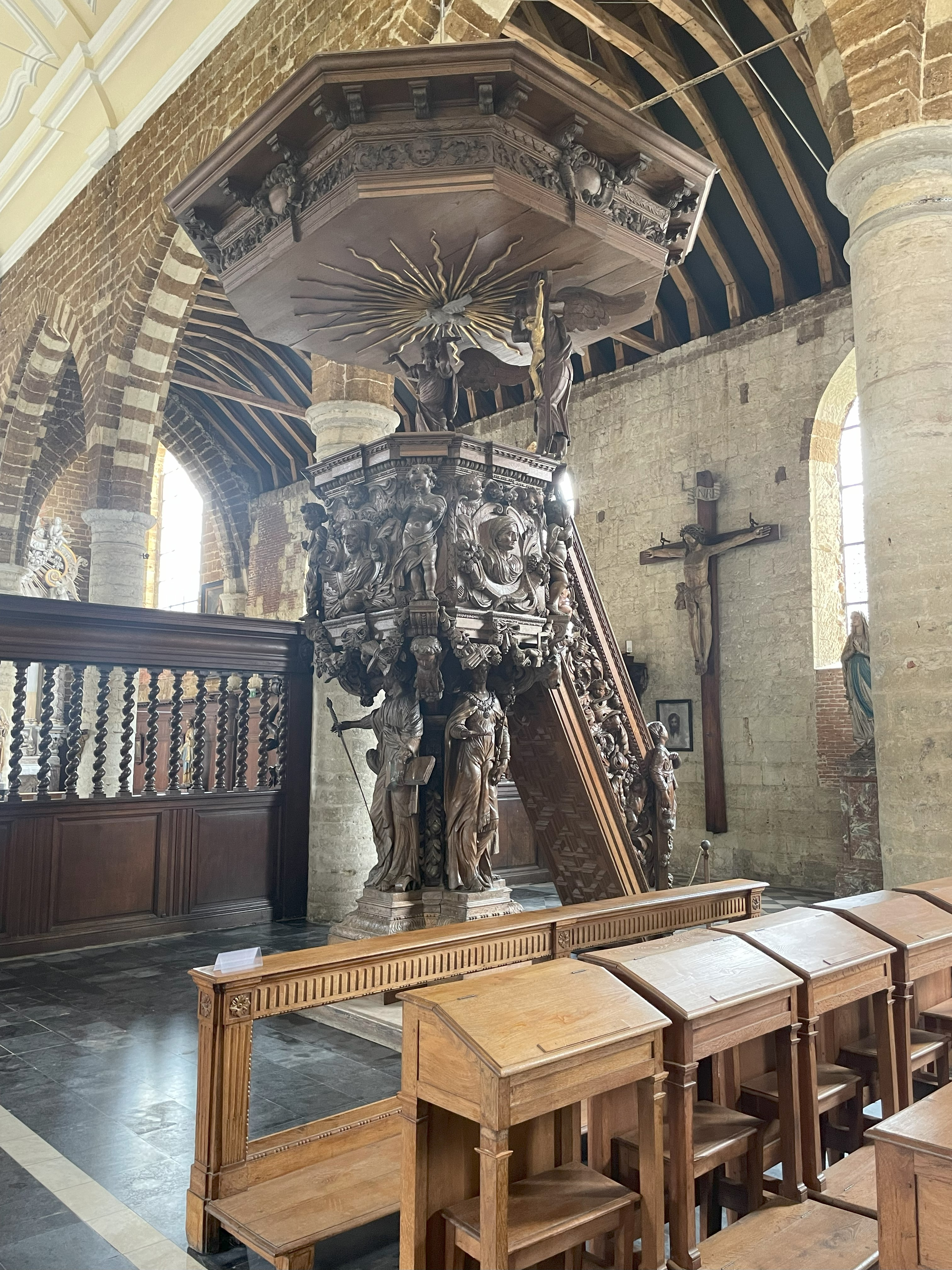
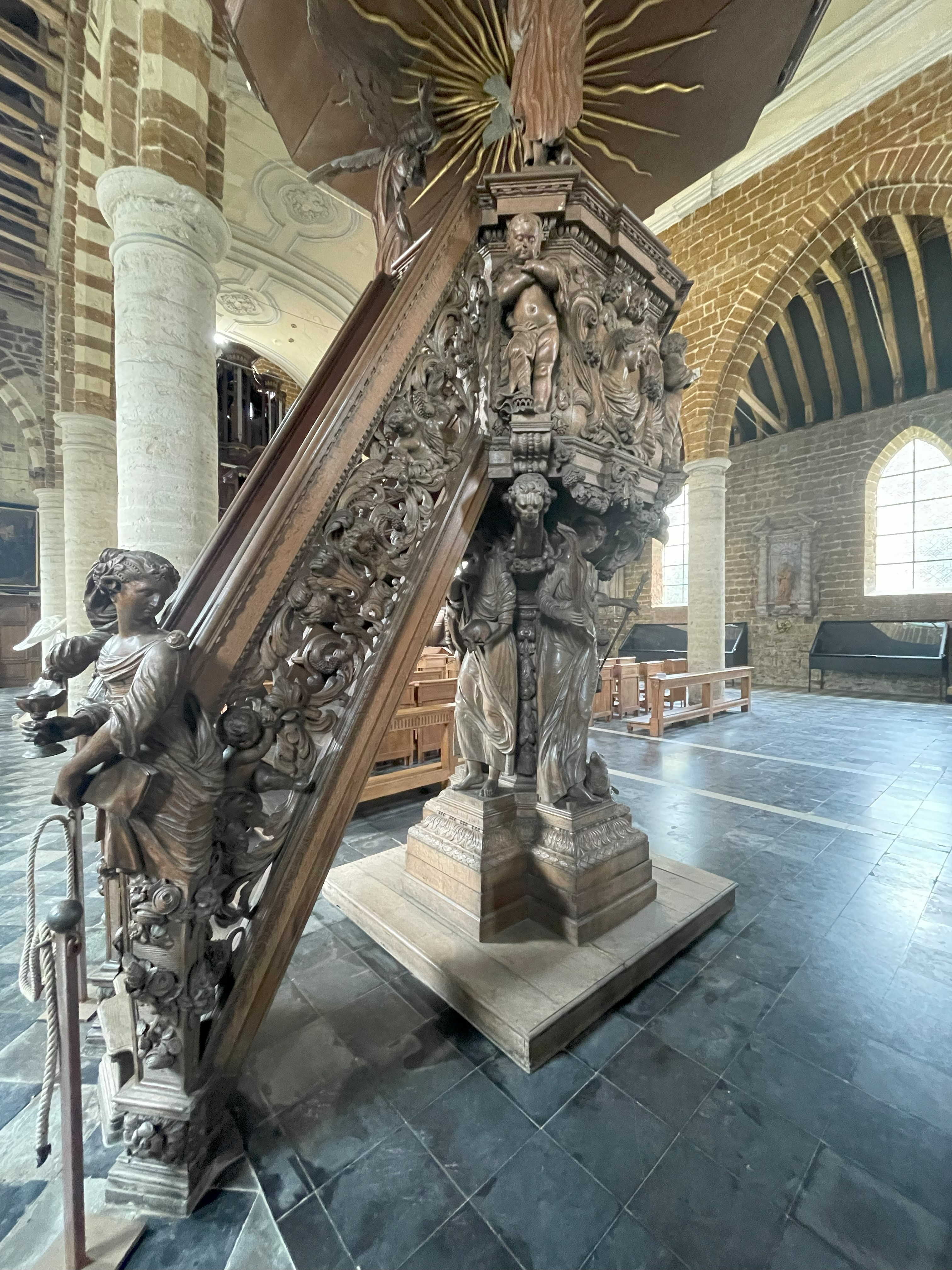

## Aanpassingen

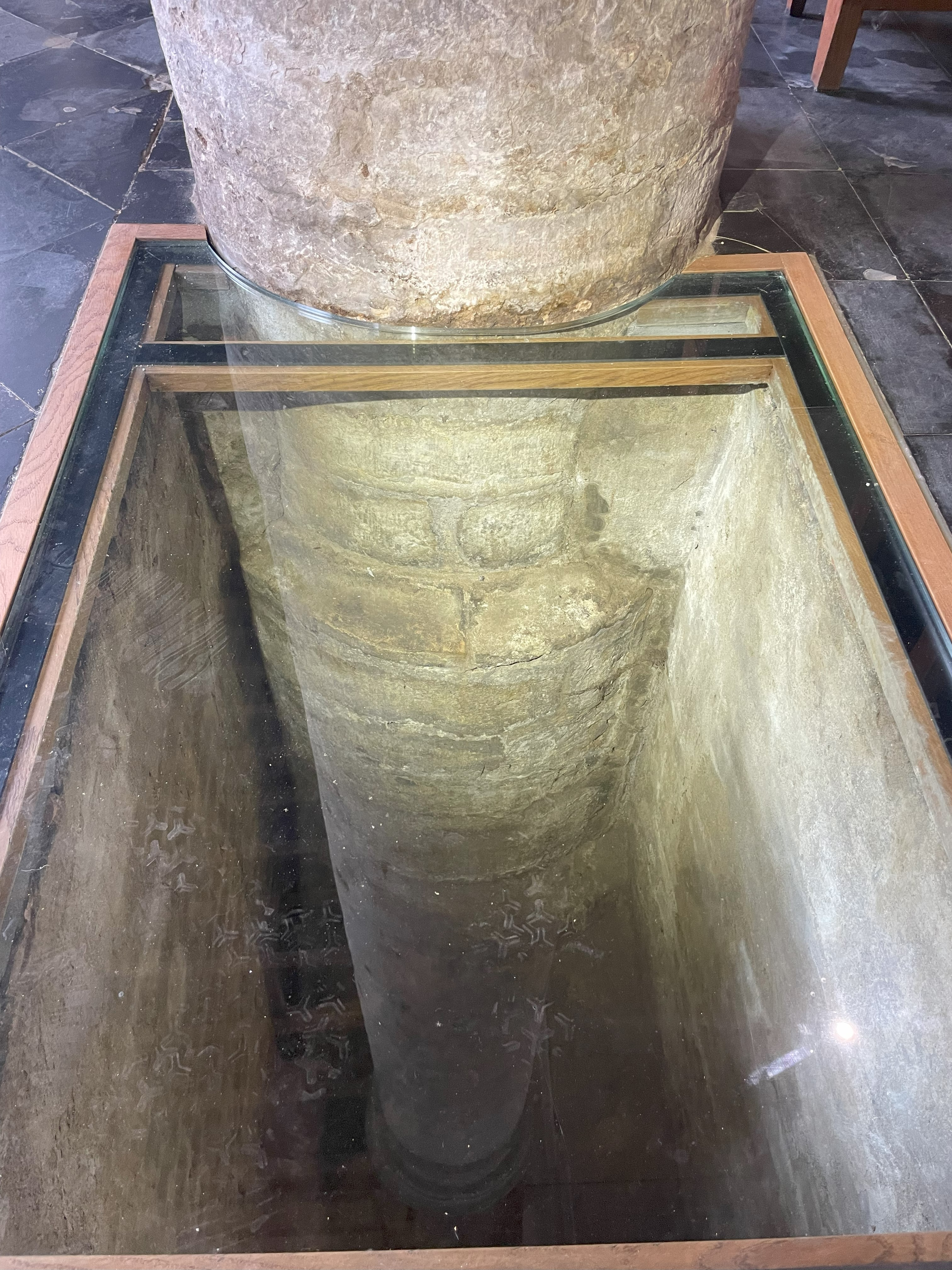

De oorspronkelijke kerkvloer ligt 1,30 meter dieper dan de huidige vloer, die in 1822 werd aangebracht. Het oorspronkelijke niveau van het perceel van het begijnhof was veel lager dan nu. Het terrein werd later in verschillende fasen genivelleerd en rond de begijnhofkerk ongeveer 1,30 meter opgehoogd, wat nog steeds zichtbaar is aan een van de zuilen in de kerk.
De buitenmuren van bruine ijzerzandsteen zijn door de eeuwen heen meerdere malen gekaleid en weer blootgelegd. Sinds enkele jaren zijn ze opnieuw van een deklaag voorzien om erosie van de ijzerzandsteen te voorkomen.

## Vlaamse meesters
De Begijnhofkerk herbergt talrijke werken van Vlaamse meesters. Schilderijen van onder andere Theodoor van Loon en Frans Francken II verfraaien het barokke interieur van de kerk. Bij het hoofdaltaar hangt het schilderij "De Aanbidding der Herders" van Frans Francken de Jonge. Aan de zijmuren van het hoogkoor hangen portretten van de vier evangelisten, geschilderd door Theodoor van Loon rond 1640. Elke evangelist is afgebeeld in antieke toga's met hun respectieve symbolen: de adelaar voor Johannes, de stier voor Lucas, de leeuw voor Marcus, en de engel voor Mattheüs.

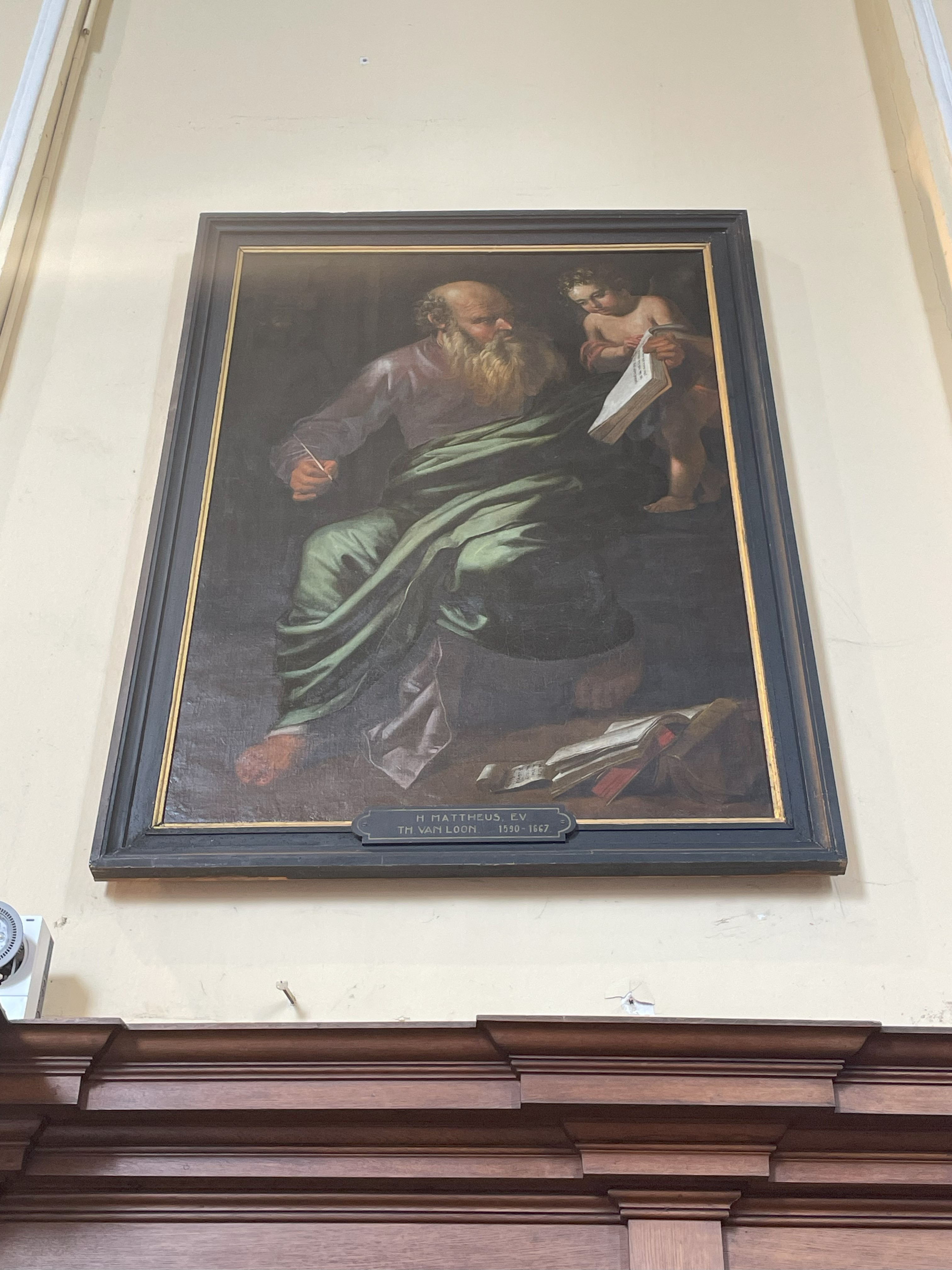
Theodoor van Loon - De vier evangelisten Mattheüs
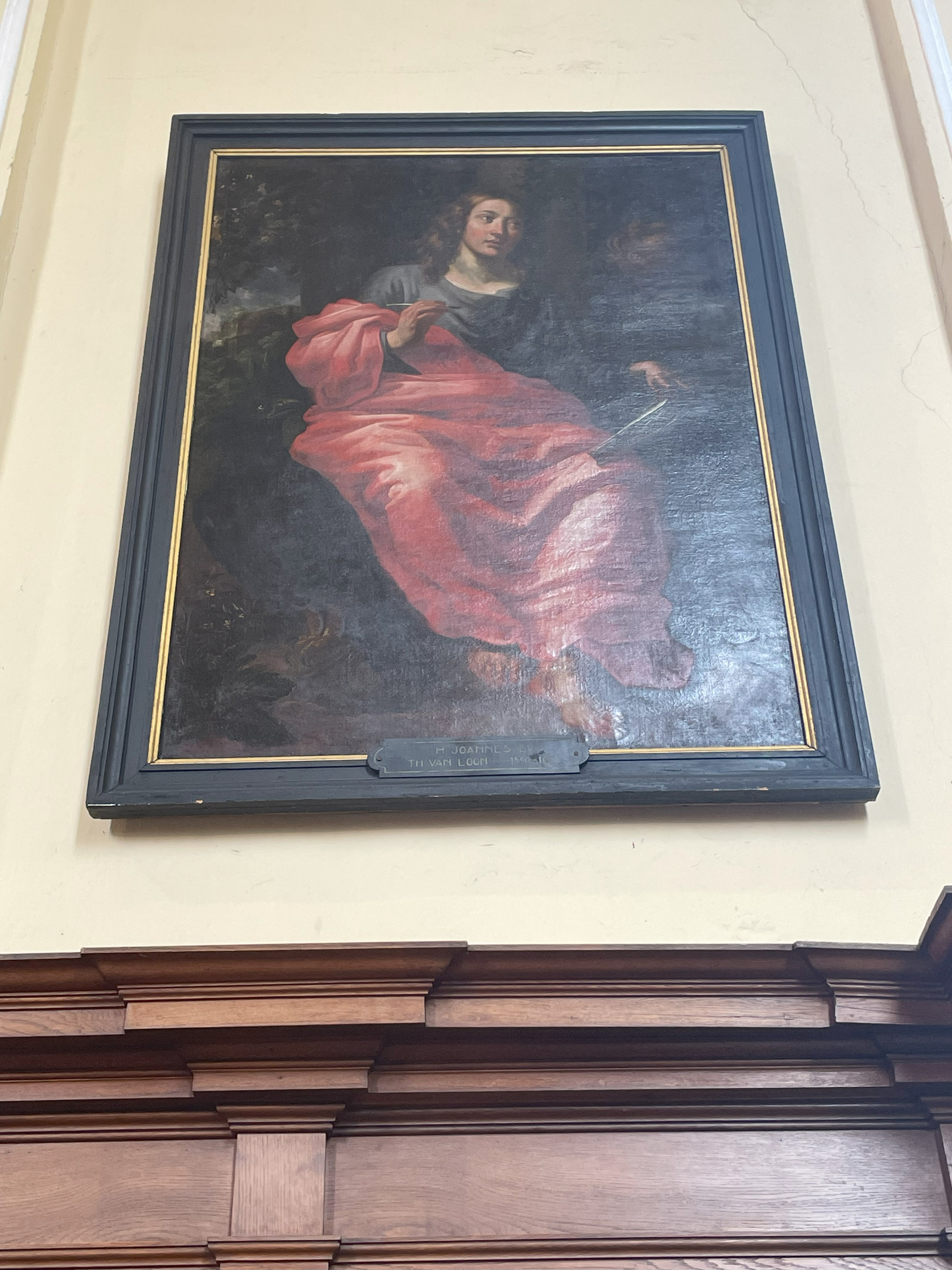
Theodoor van Loon - De vier evangelisten Johannes
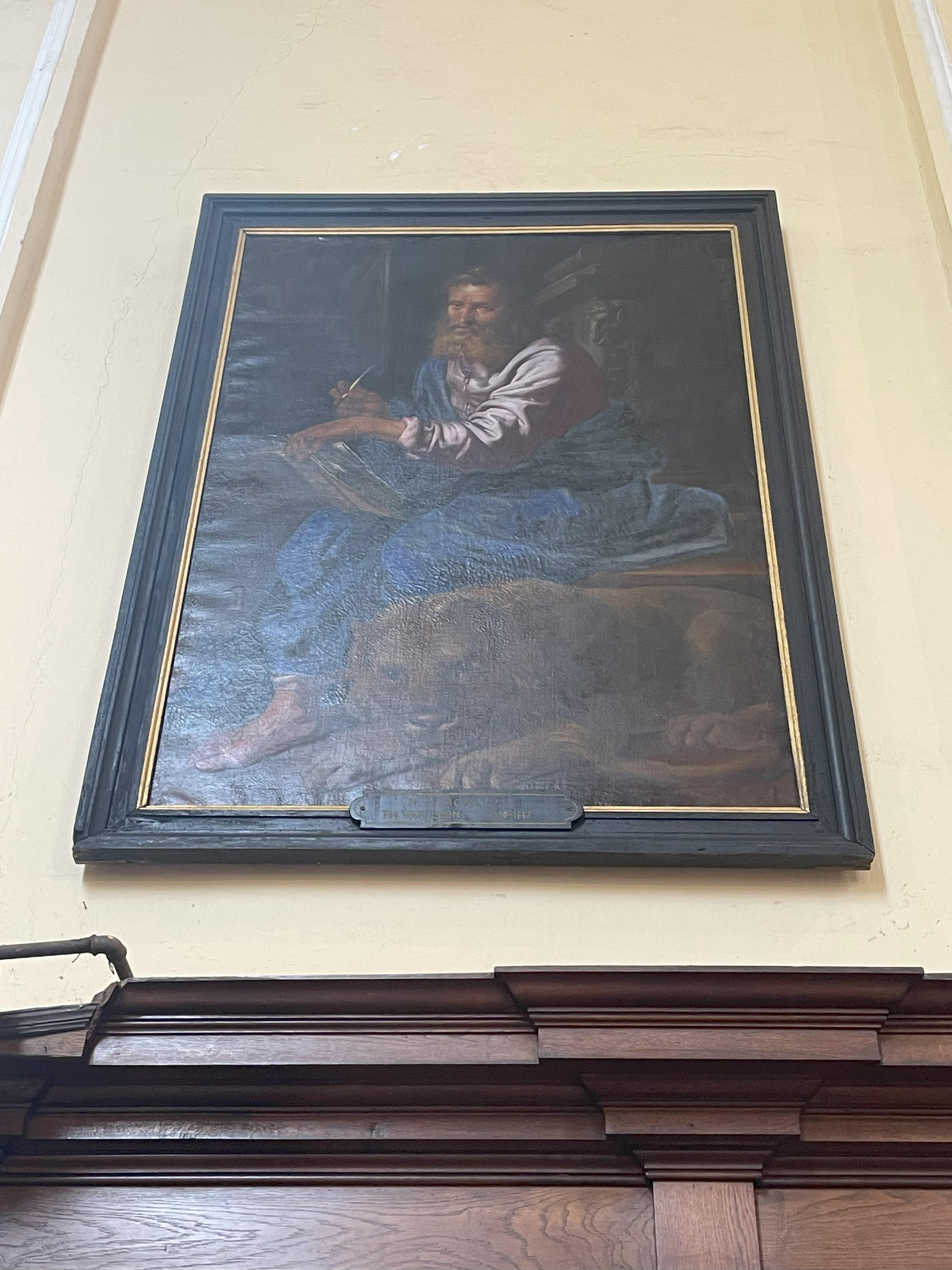
Theodoor van Loon - De vier evangelisten Marcus
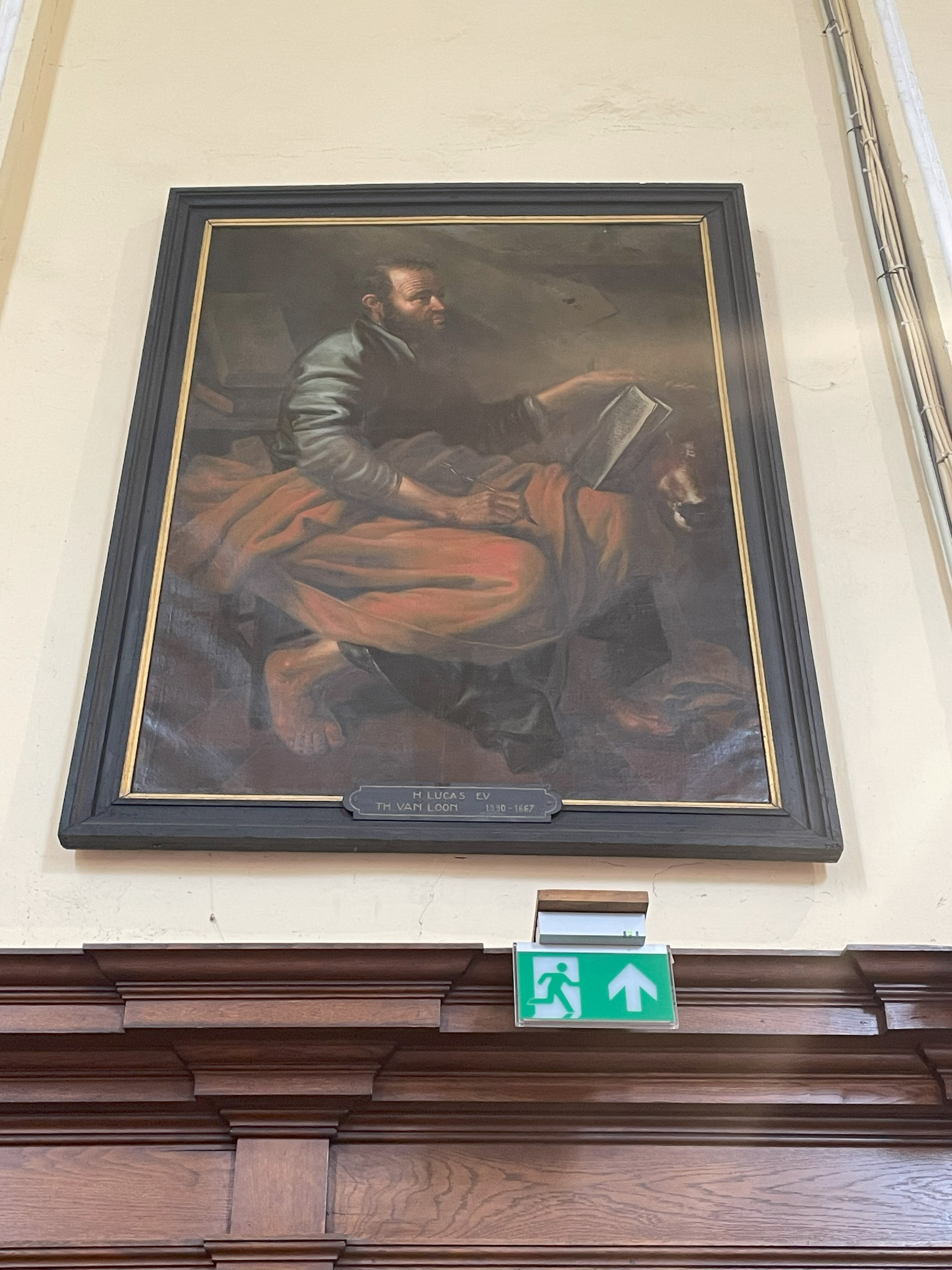
Theodoor van Loon - De vier evangelisten Lucas

## Nicolas Esschius
Onder het doksaal van de Begijnhofkerk bevindt zich het graf van Nicolas Esscius. Nicolas Esscius, ook bekend als Nicolaas Van Essche (Oisterwijk, 1507 - Diest, 1578), werd in 1538 aangesteld als pastoor van het begijnhof van Diest. Ondanks veel verzet, speelde hij een belangrijke rol in de grote hervormingen van het begijnhof.

## Fotogalerij

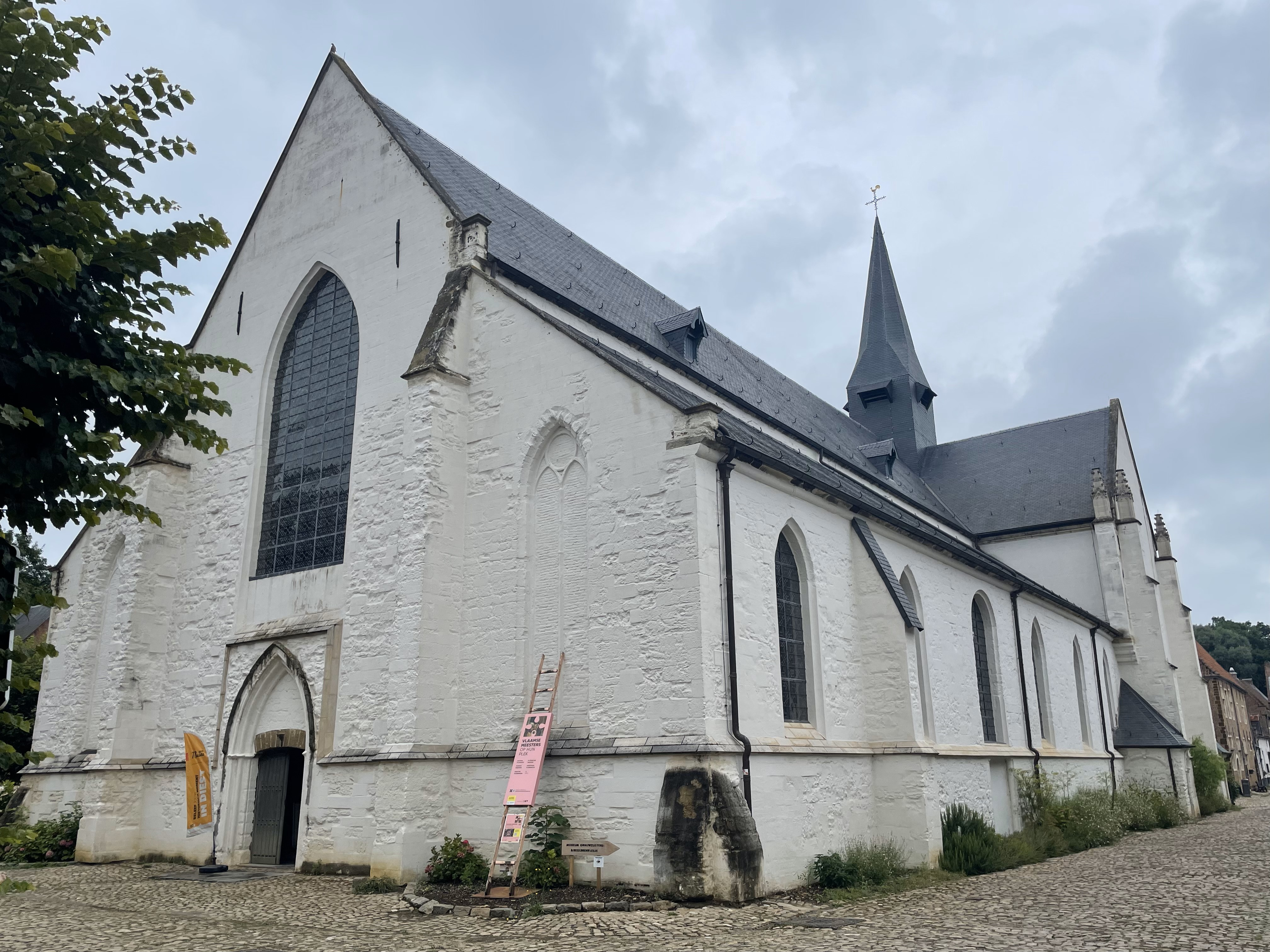
Voorkant
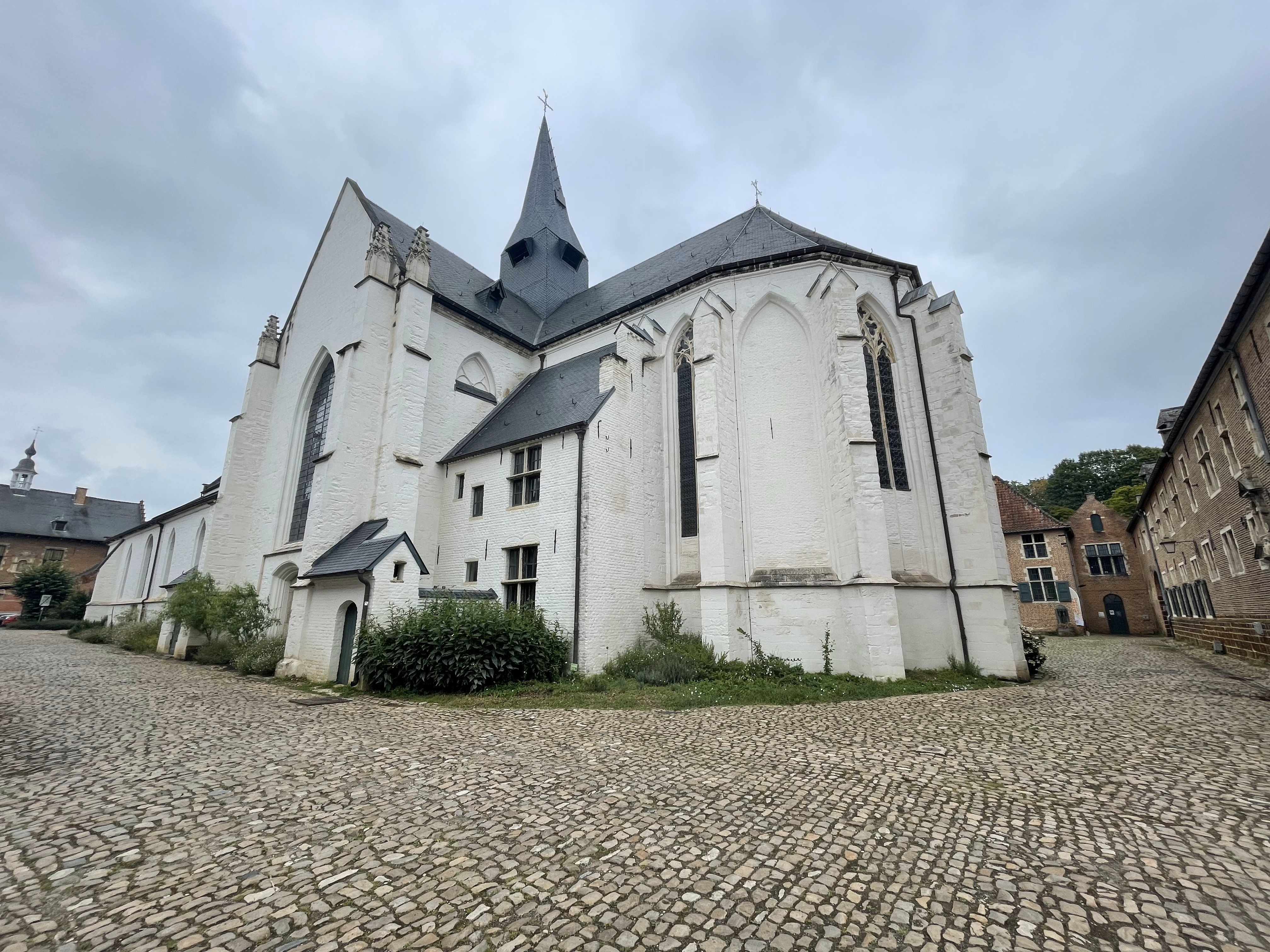
Achterkant
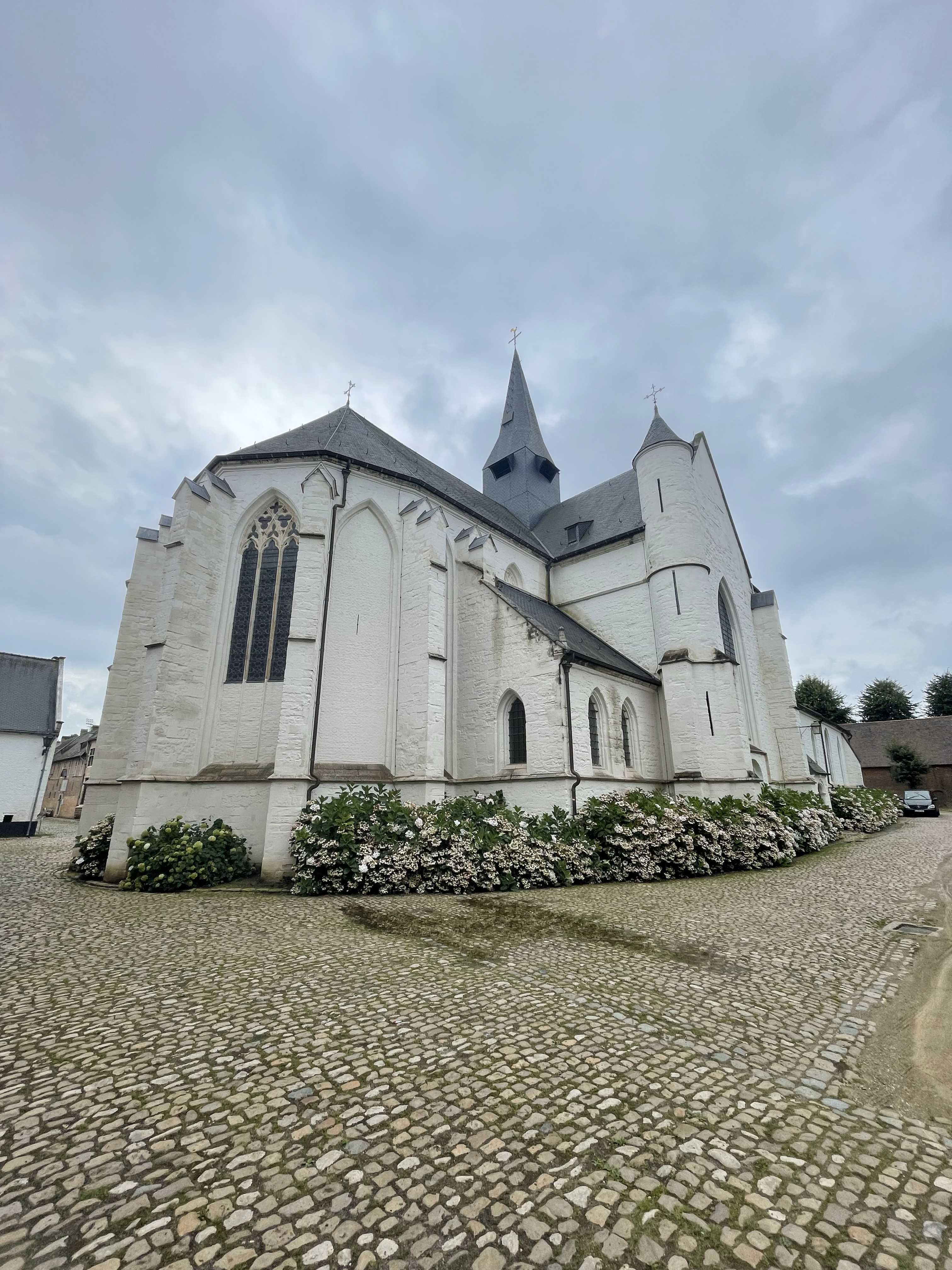
Achterkant noordzijde
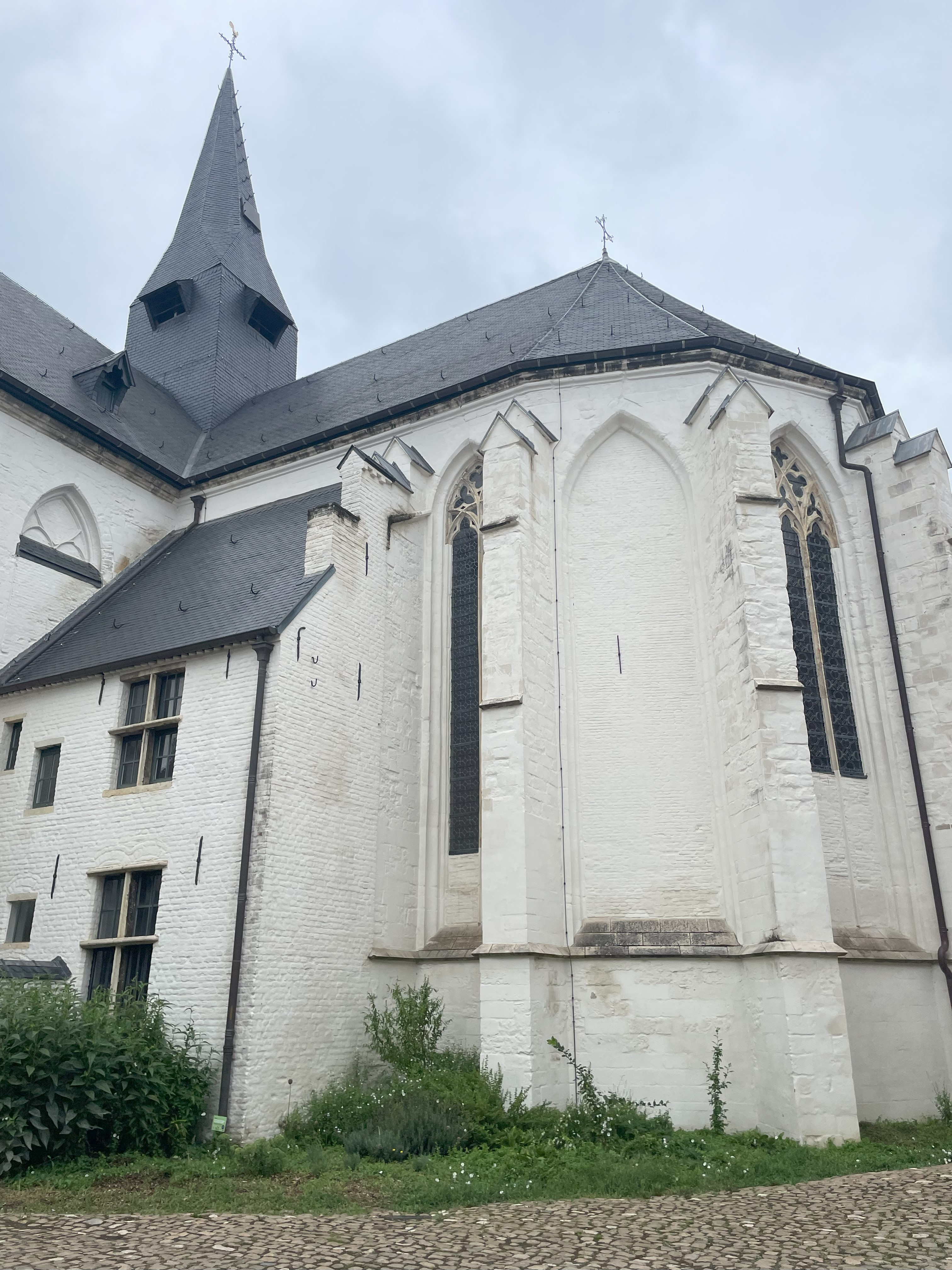
Achterzijde met toren
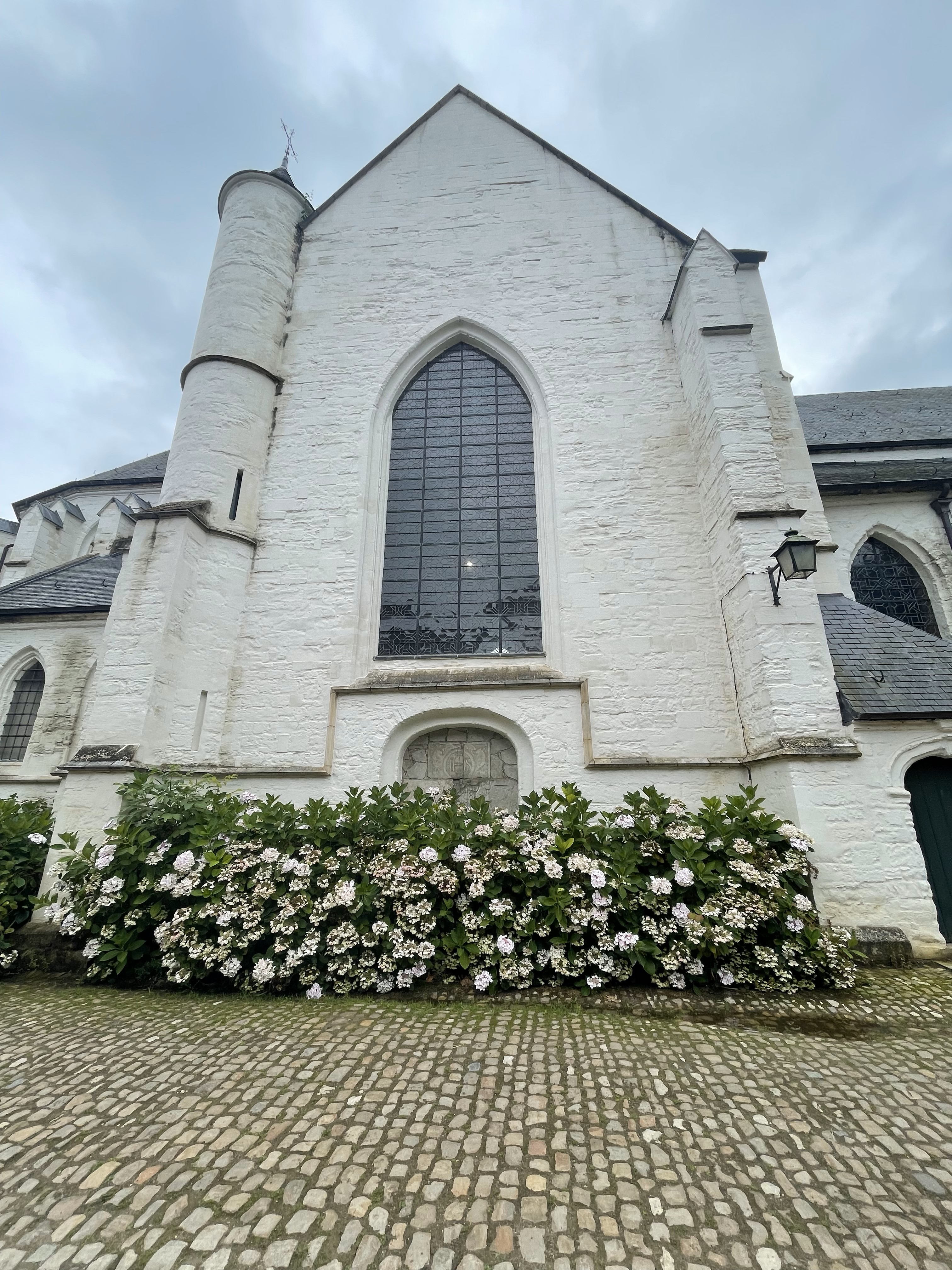
Detail noordzijde
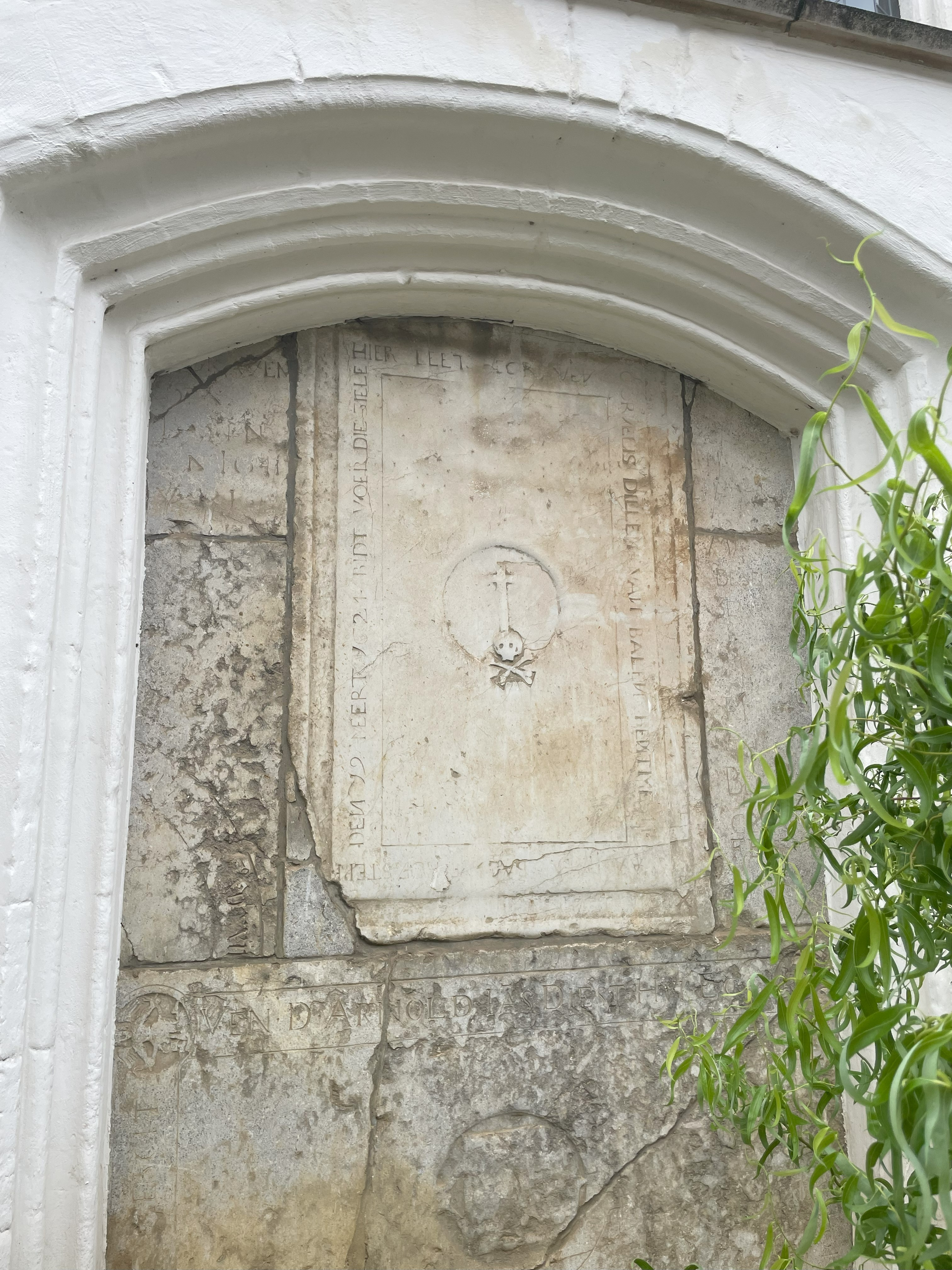
Detail zuidzijde
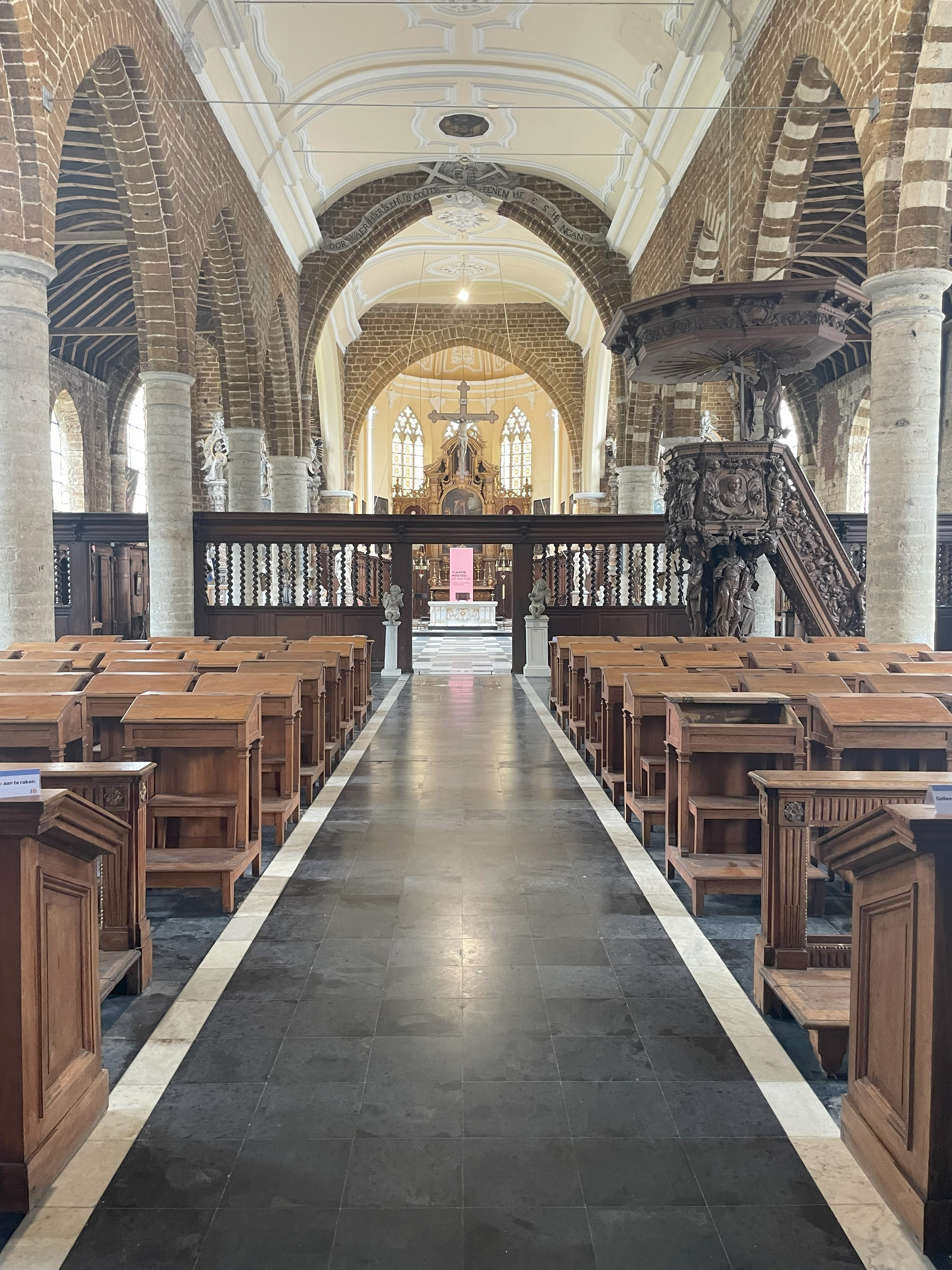
Interieur
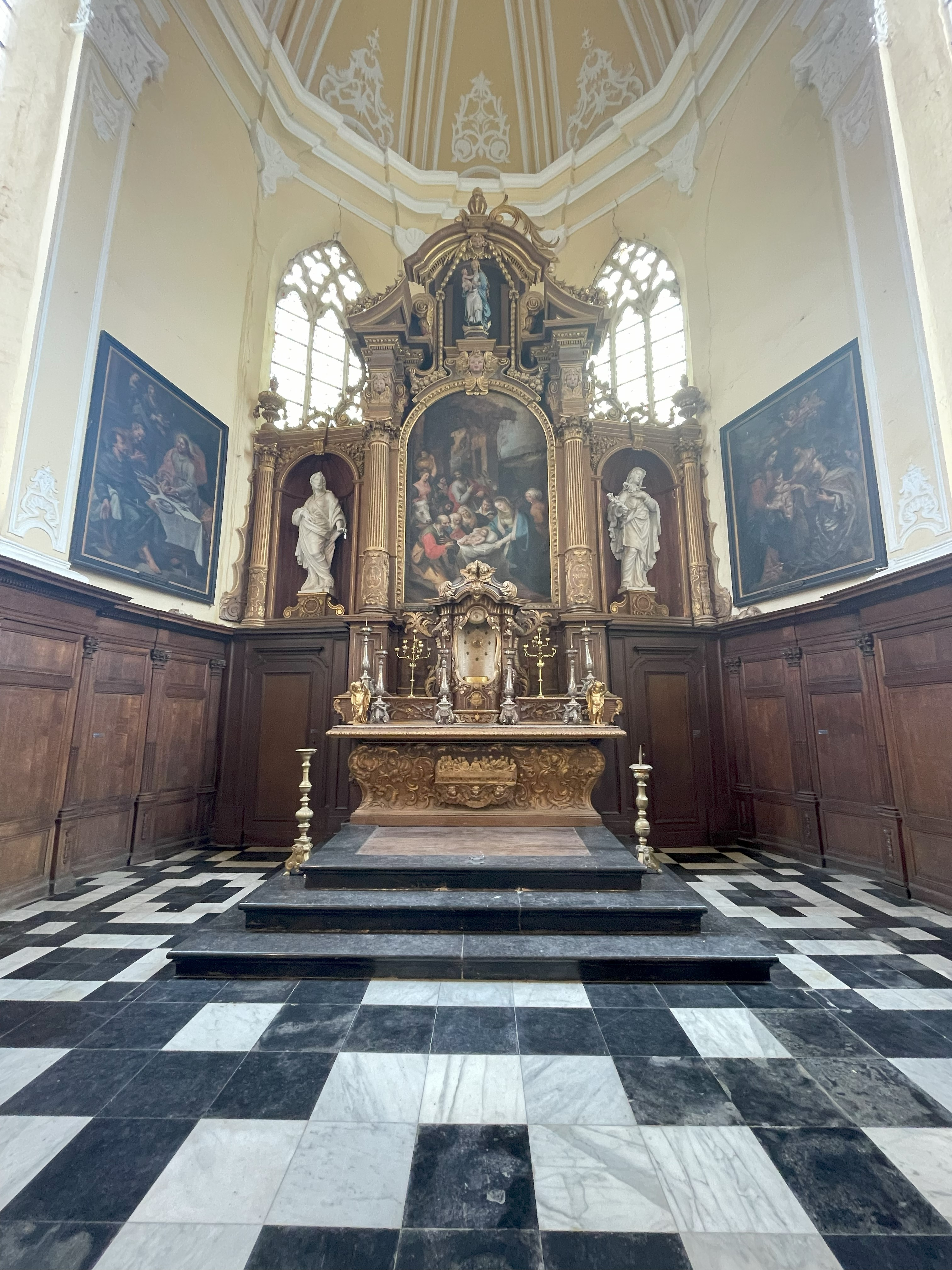
Hoogaltaar
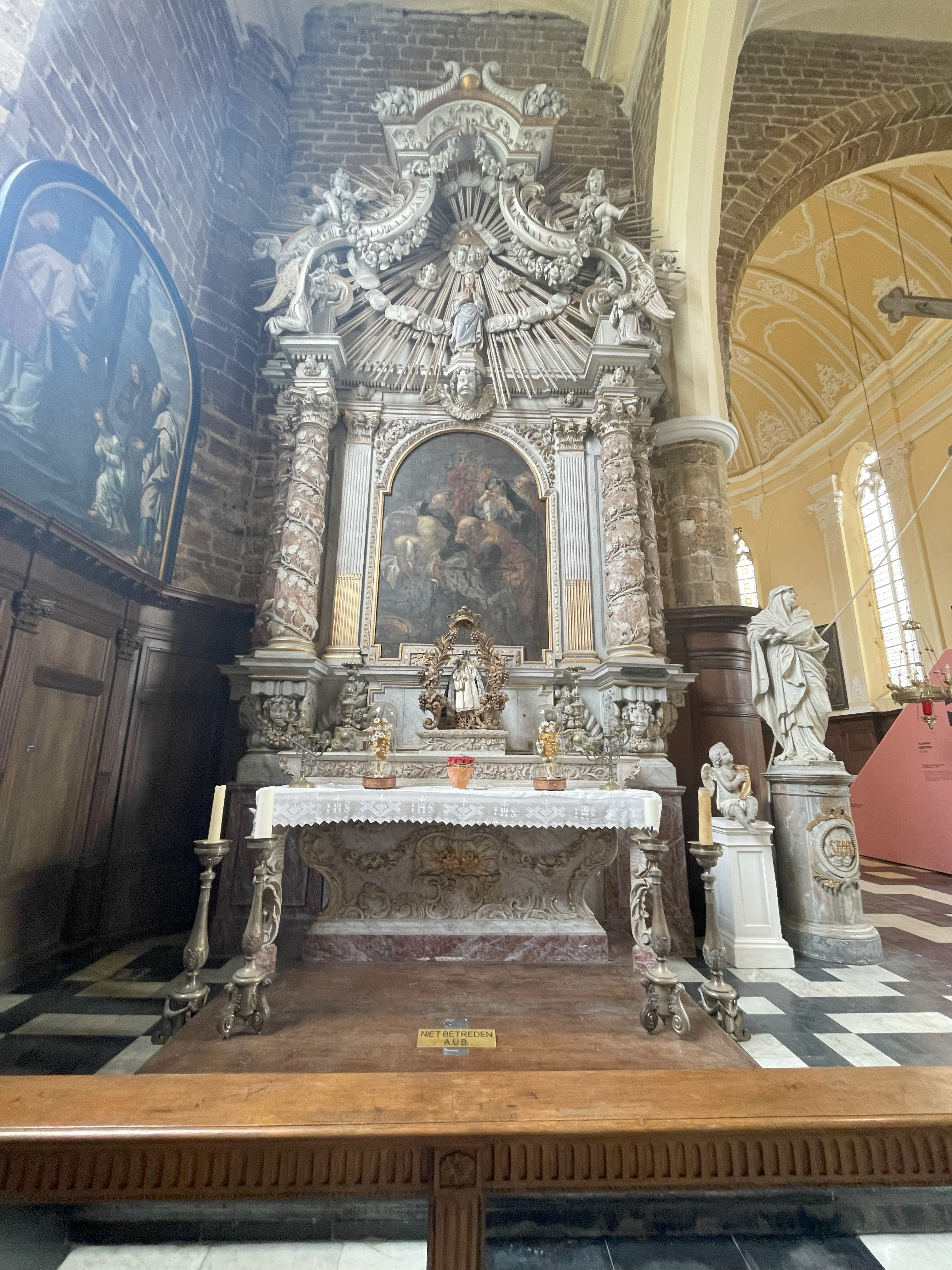
Zijaltaar gewijd aan de H. Barbara
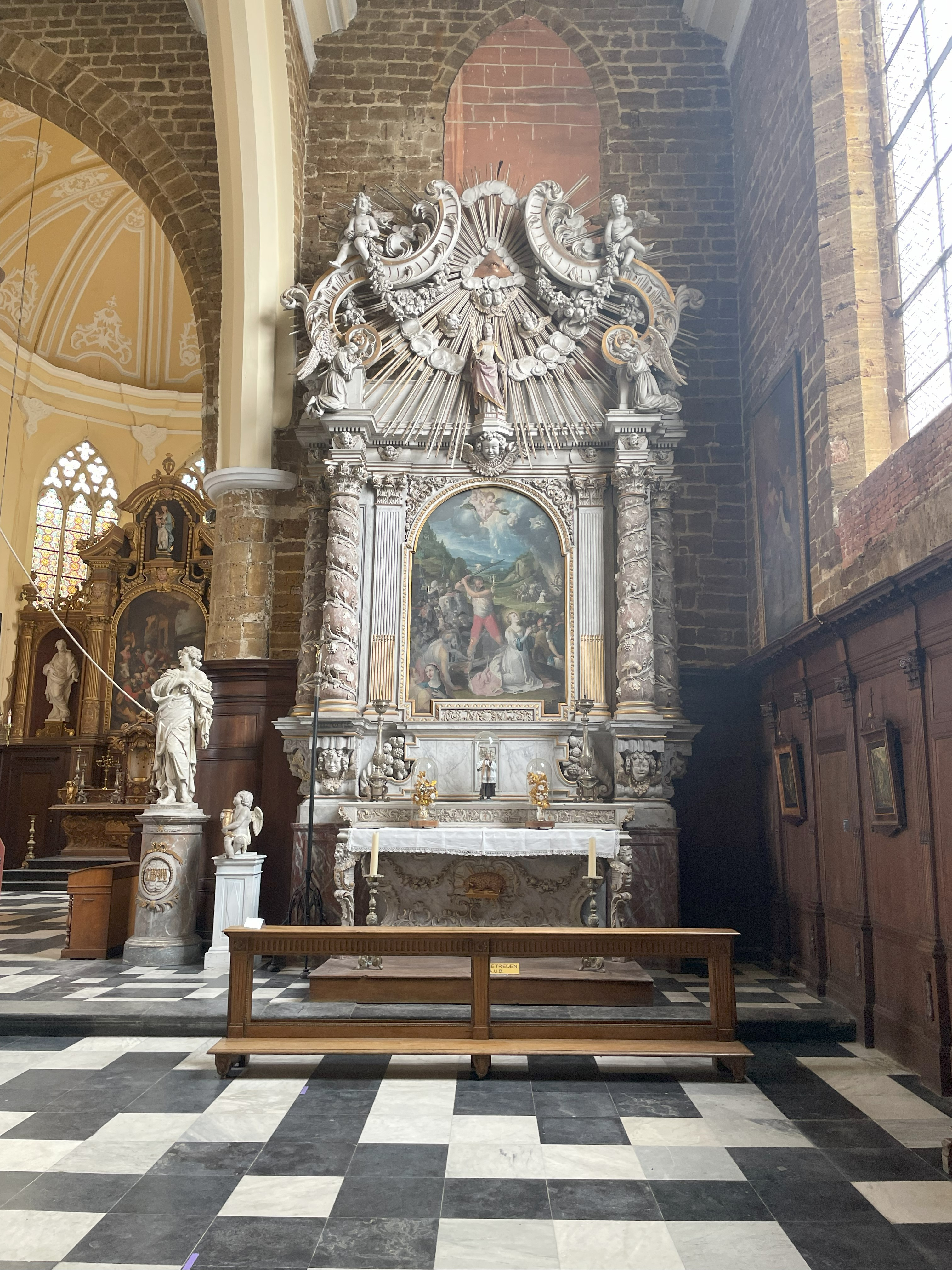
Zijaltaar gewijd aan de H. Catharina
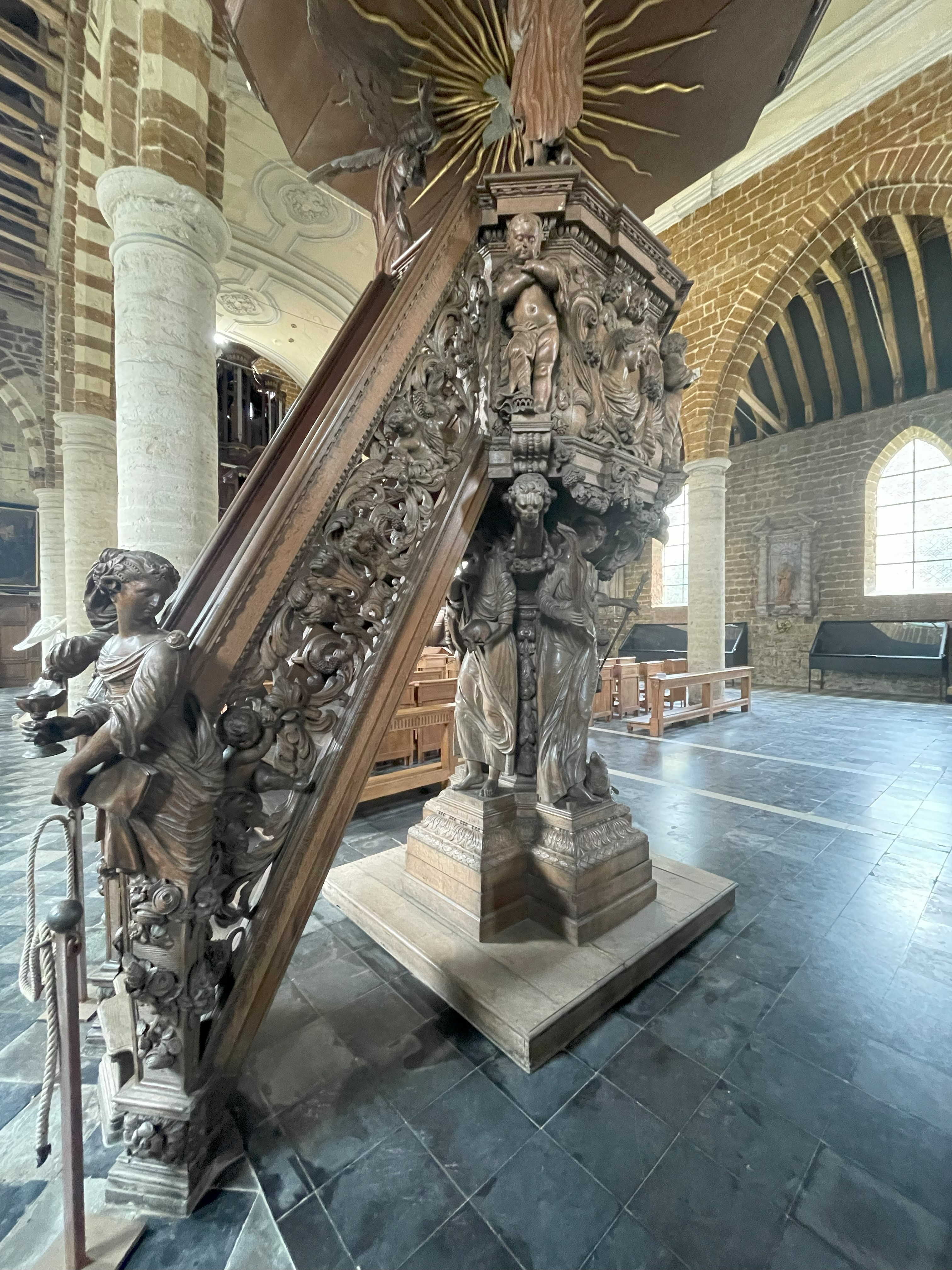
Preekstoel
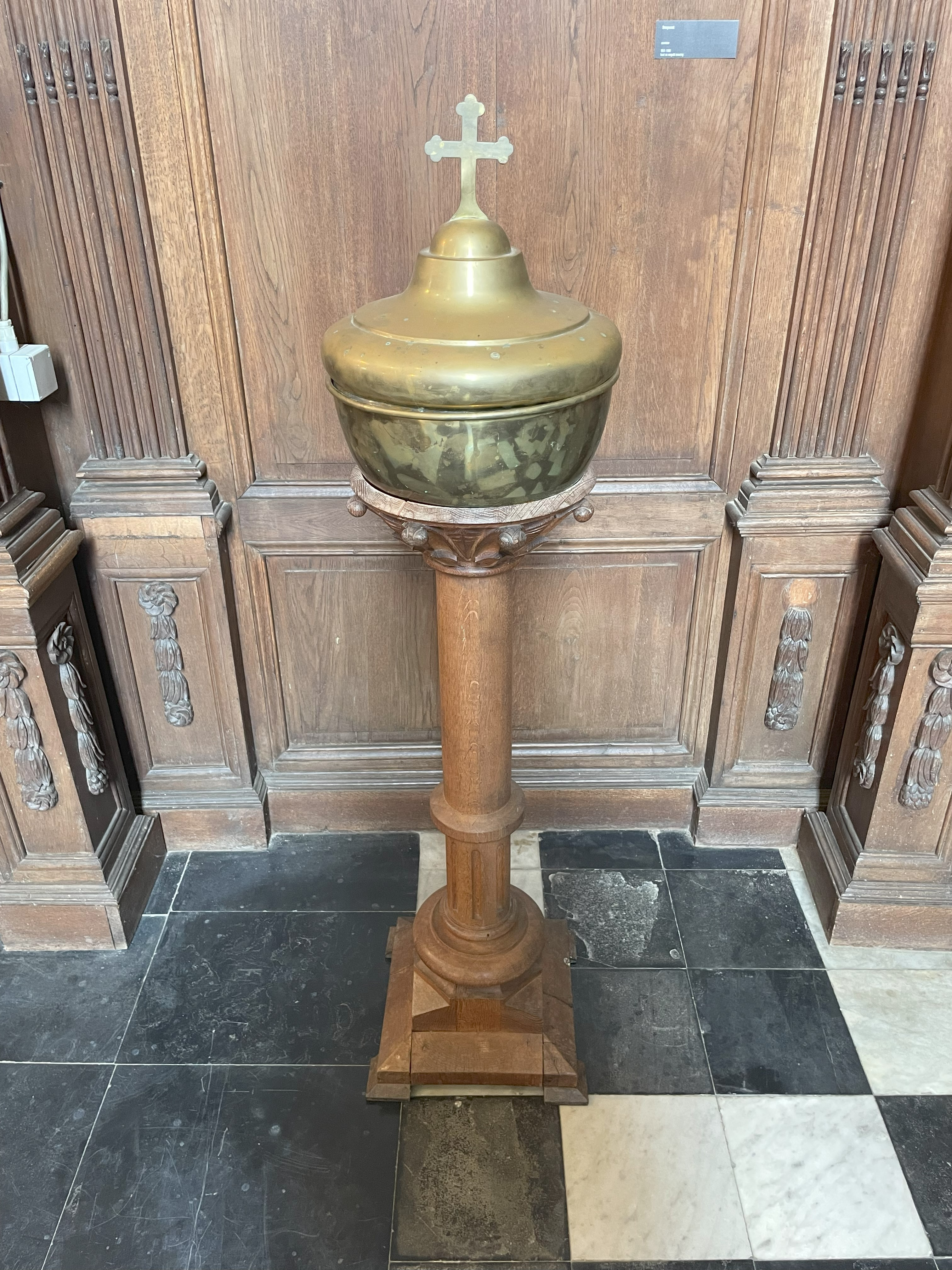
Doopvont
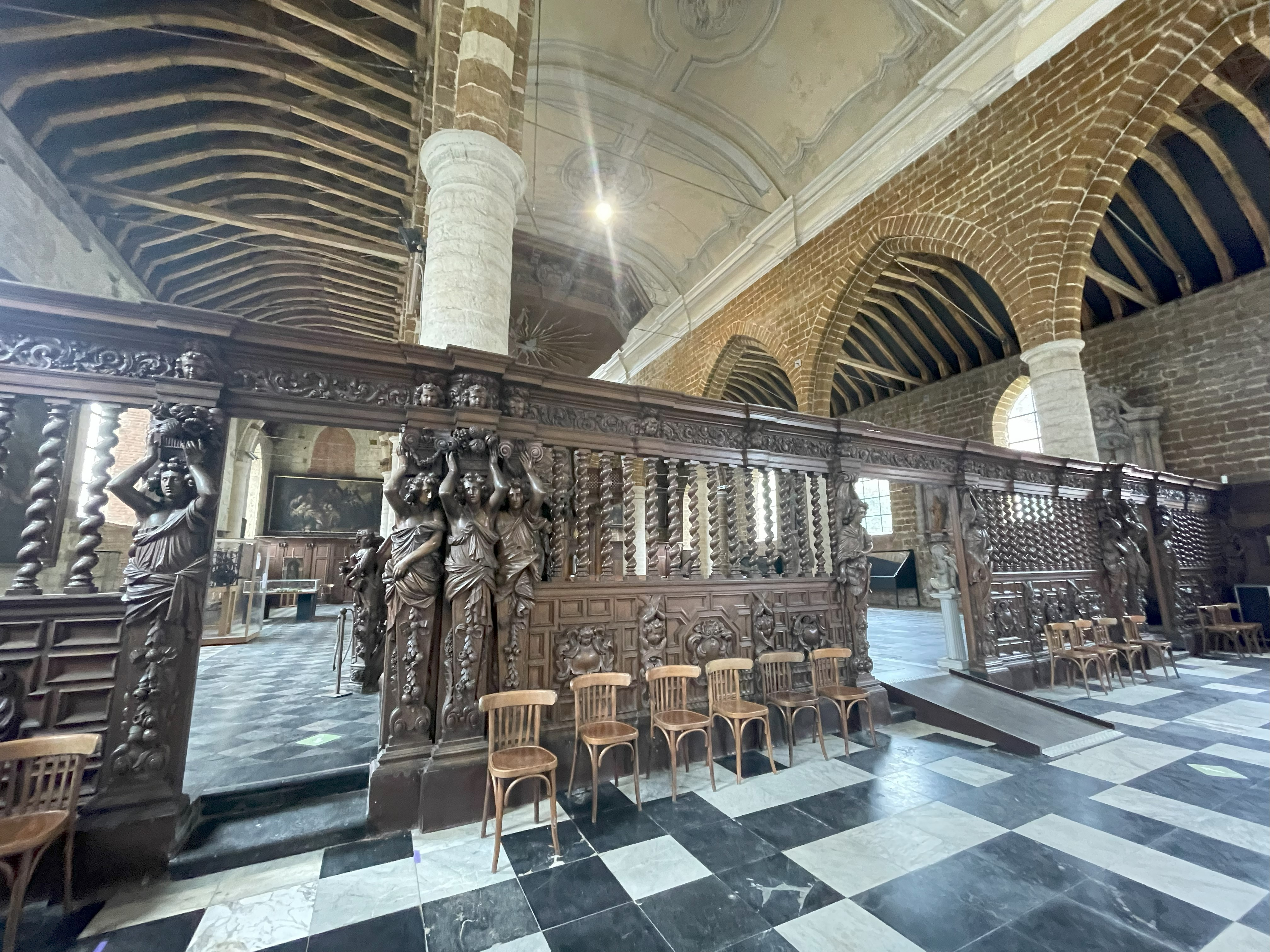
Koorafsluiting
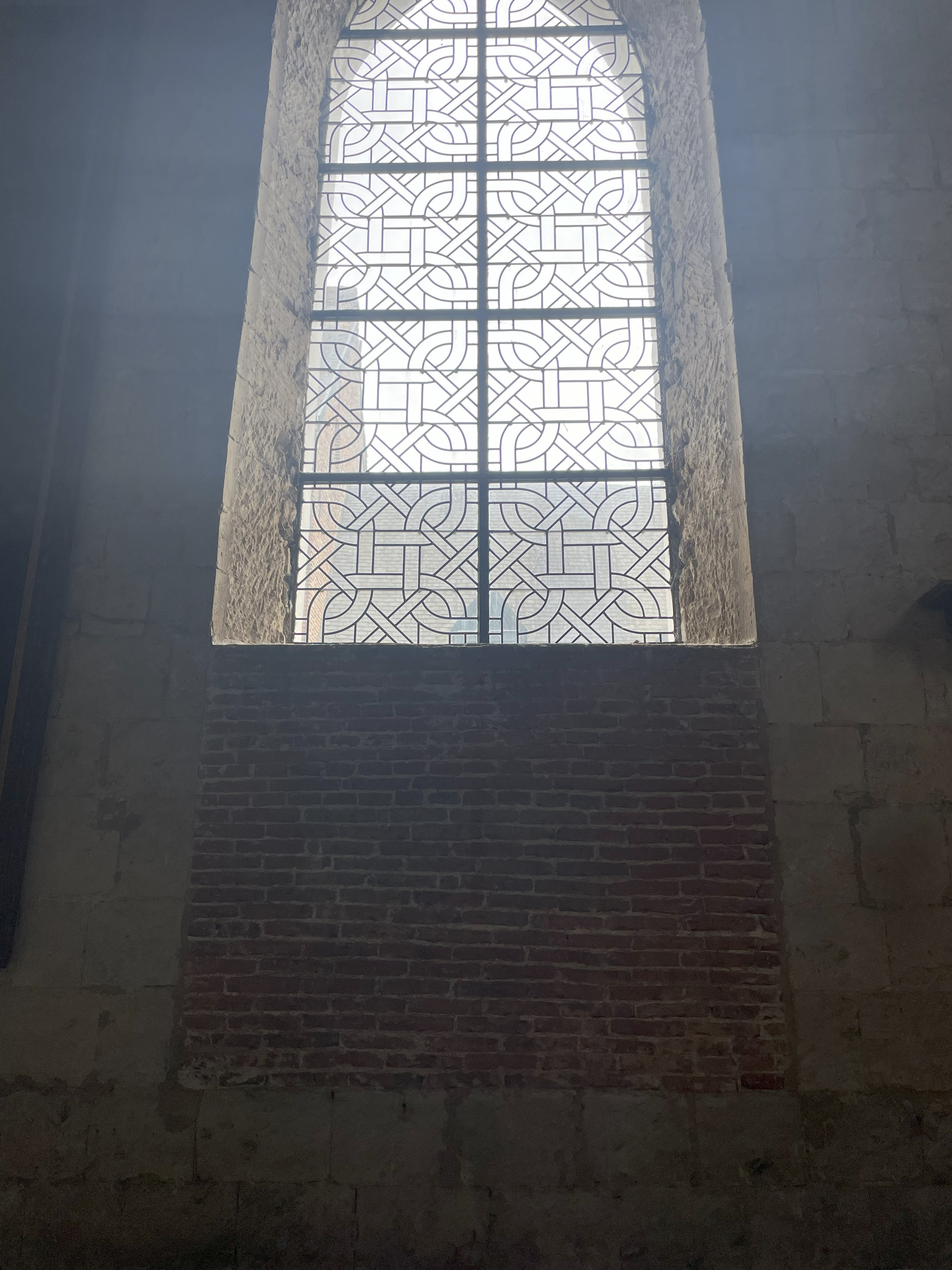
Detail ramen met hoogteaanpassing bakstenen
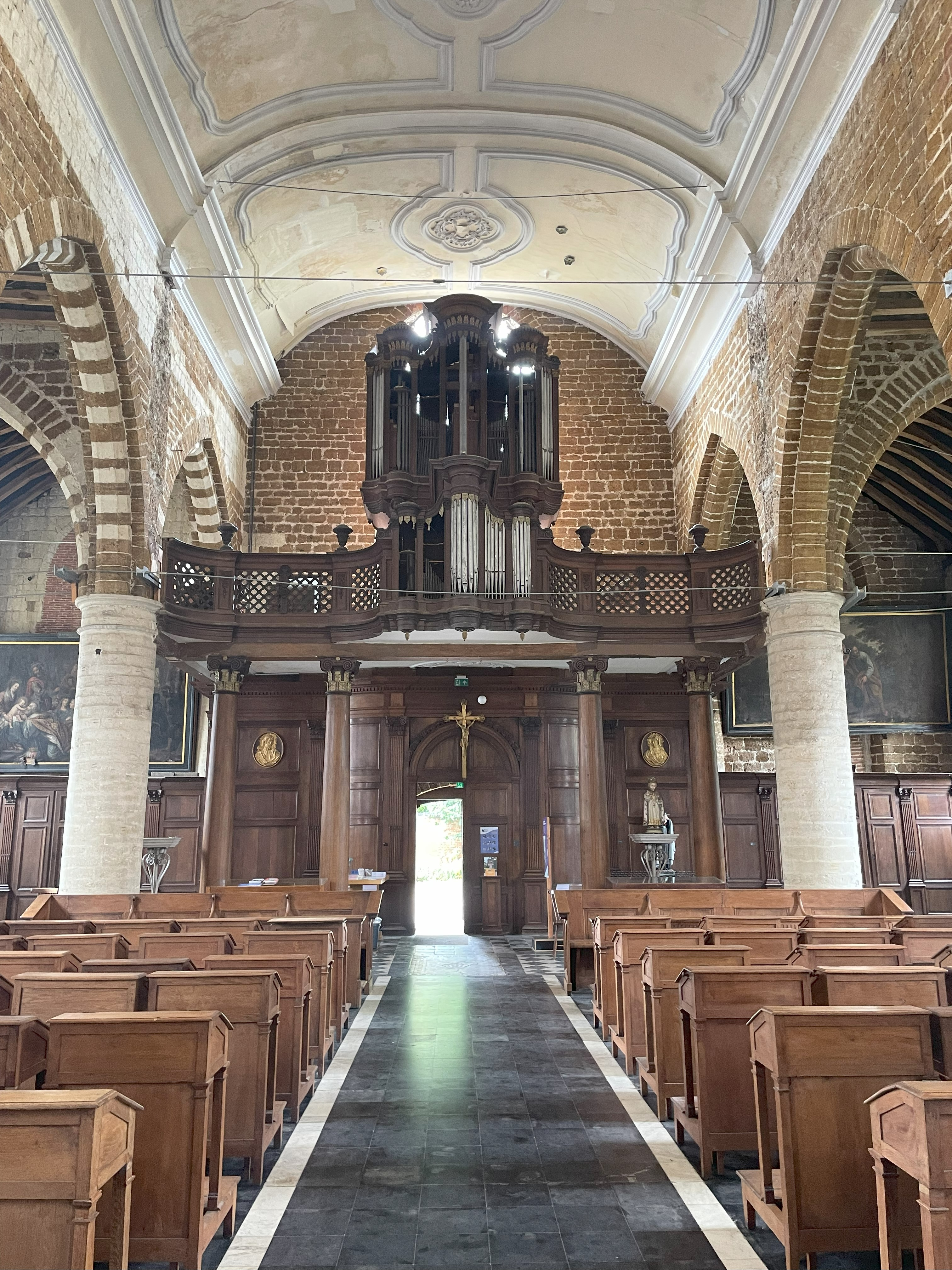
Het orgel